# Surto de varíola na Iugoslávia de 1972

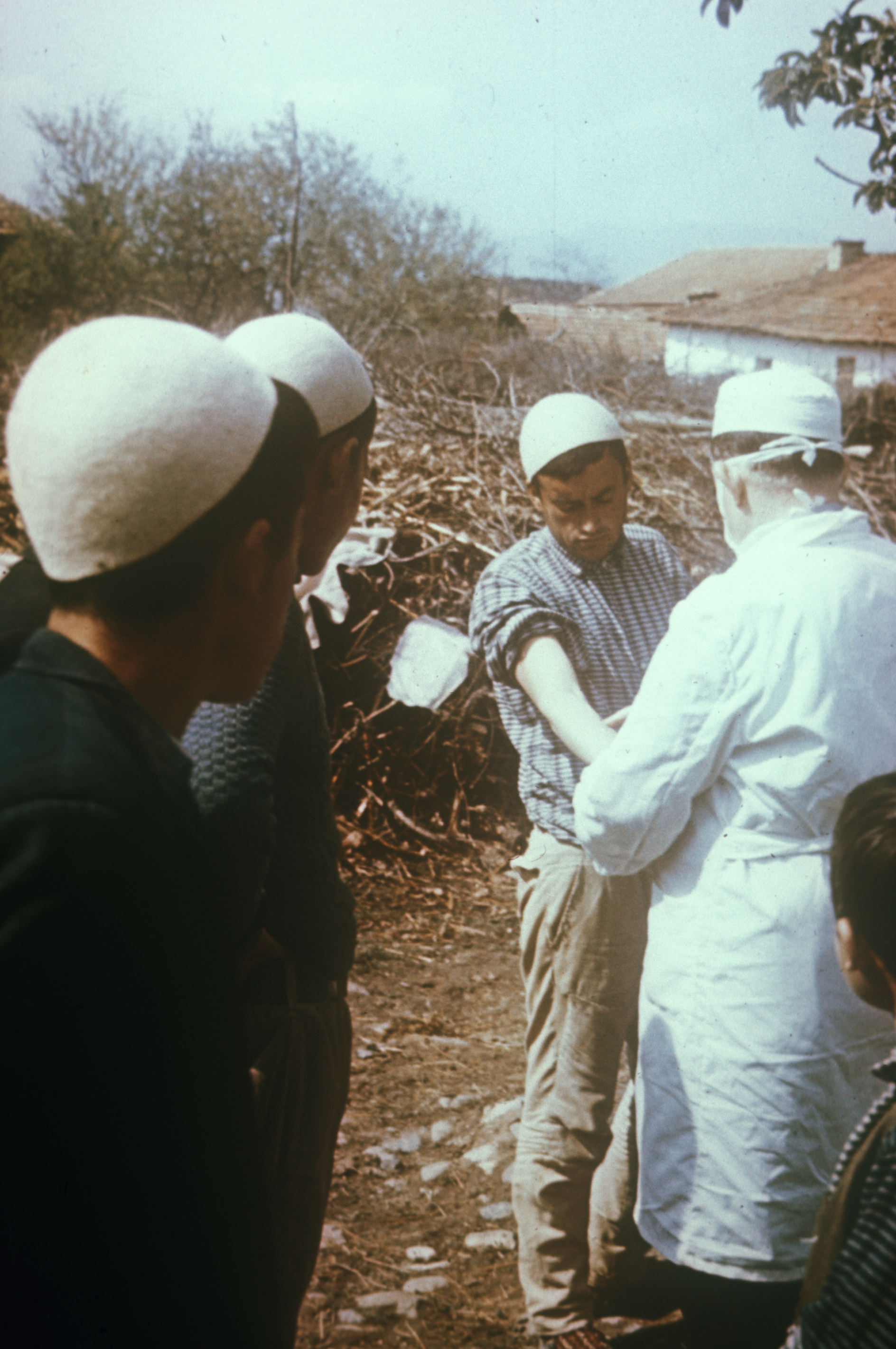
Médicos de campo verificam uma reação de imunização em um homem durante uma epidemia de varíola, Kosovo, 1972

O surto de varíola na Iugoslávia de 1972 foi o último grande surto de varíola na Europa. Centrou-se em Kosovo e Belgrado (ambos parte da então República Socialista Federativa da Iugoslávia). Um peregrino muçulmano havia contraído o vírus da varíola no Oriente Médio. Ao retornar para sua casa em Kosovo, ele iniciou a epidemia, na qual 175 pessoas foram infectadas, 35 das quais morreram. A epidemia foi eficazmente controlada por meio da quarentena forçada e da vacinação em massa. 

## Contexto
Em 1972, a vacina contra a varíola estava há muitos anos disponível e a doença era considerada erradicada na Europa. A população da Iugoslávia havida sido vacinada regularmente contra a varíola por 50 anos, e o último caso relatado foi em 1930. Essa foi a principal causa da lenta reação inicial dos médicos, que não reconheceram prontamente os sintomas da doença.
Em outubro de 1970, uma família afegã peregrinou do Afeganistão, onde a varíola era endêmica, para Mexed, no Irã, desencadeando uma enorme epidemia de varíola no Irã que duraria até setembro de 1972. No final de 1971, devotos infectados com varíola em peregrinação levaram a varíola do Irã para a Síria e o Iraque.

## O surto

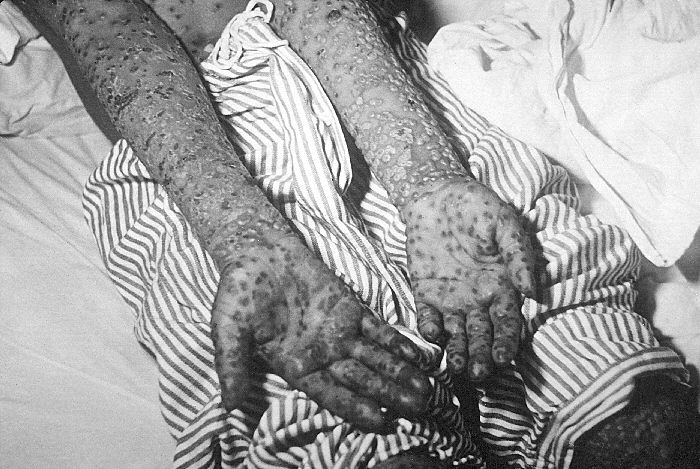
Paciente com varíola, Kosovo, Março/abril de 1972.

No início de 1972, um clérigo muçulmano albanês de Kosovo de 38 anos chamado Ibrahim Hoti, de Damnjane, perto de Đakovica, Kosovo, empreendeu a peregrinação a Meca. Ele também visitou locais sagrados no Iraque, onde havia casos conhecidos de varíola. Ele voltou para casa em 15 de fevereiro.Na manhã seguinte, sentiu dores e cansaço, mas atribuiu isso à longa viagem de ônibus. Hoti logo percebeu que ele tinha algum tipo de infecção, mas, depois de se sentir febril por alguns dias e desenvolver uma erupção cutânea, ele se recuperou - provavelmente porque havia sido vacinado dois meses antes.
Em 3 de março, Latif Mumdžić, um professor de 30 anos que acabara de chegar a Đakovica para se matricular no Instituto Superior de Educação local, adoeceu. Ele não tinha contatos diretos conhecidos com o clérigo, então ele poderia ter sido infectado por um dos amigos do clérigo ou parentes que o visitaram durante sua doença, ou passando pelo clérigo na rua.
Quando Mumdžić visitou o centro médico local dois dias depois, os médicos tentaram tratar a febre com penicilina (a varíola é um vírus, então isso era ineficaz). Sua condição não melhorou, e depois de alguns dias seu irmão o levou para um hospital em Čačak, a 150 km ao norte, já na Sérvia. Os médicos de lá não puderam ajudá-lo, então ele foi transferido de ambulância para o hospital central em Belgrado.
Em 9 de março, Mumdžić foi mostrado a estudantes de medicina e funcionários como um caso de uma reação atípica à penicilina, que era uma explicação plausível para sua condição. No dia seguinte, Mumdžić sofreu uma hemorragia interna maciça e, apesar dos esforços para salvar a sua vida, morreu à noite.
A causa da morte foi listada como "reação à penicilina". Na verdade, ele havia contraído varíola negra, uma forma altamente contagiosa de varíola. Antes de sua morte, Mumdžić infectou diretamente 38 pessoas (incluindo nove médicos e enfermeiras), oito das quais consequentemente morreriam.
Alguns dias após a morte de Mumdžić, uma onda de 140 casos de varíola eclodiu na província de Kosovo.

## Reação
A reação do governo foi rápida. A lei marcial foi declarada em 16 de março. As medidas incluíam cordões sanitários de aldeias e bairros, bloqueios de estradas, proibição de reuniões públicas, fechamento de fronteiras e proibição de todas as viagens não essenciais. Os hotéis foram requisitados para quarentenas, nos quais 10.000 pessoas que poderiam ter estado em contato com o vírus foram mantidas sob guarda pelo exército.
O irmão de Mumdžić desenvolveu uma erupção cutânea de varíola em 20 de março, resultando em autoridades médicas percebendo que Mumdžić havia morrido de varíola. As autoridades realizaram uma massiva revacinação da população ajudada pela Organização Mundial da Saúde (OMS), e quase toda a população iugoslava de 18 milhões de pessoas foi vacinada. Os principais especialistas em varíola foram trazidos para ajudar, incluindo Donald Henderson e Don Francis.
Dentro de duas semanas, quase toda a população foi reimunizada. Em meados de maio, a propagação da doença foi interrompida e o país voltou à vida normal. Durante a epidemia, 175 pessoas contraíram a varíola e 35 delas morreram.

## Legado
O governo iugoslavo recebeu elogios internacionais pela contenção bem-sucedida da epidemia, assim como Donald Henderson e a OMS, considerada um dos passos cruciais na erradicação da varíola.
Em 1982, o diretor sérvio Goran Marković lançou o filme "Variola Vera", que retrata um hospital em quarentena durante a epidemia. Em 2002, a BBC exibiu um drama intitulado "Smallpox 2002", e foi inspirado, em parte, por esses eventos.

## Linha do tempo
- 15 de fevereiro de 1972: Ibrahim Hoti, um clérigo, retorna da peregrinação a Meca infectado com o vírus da varíola.
- 16 de fevereiro: Hoti começa a sentir-se mal.
- 21 de fevereiro: Latif Mumdžić, de trinta anos, professor, chega a Đakovica para continuar seus estudos.
- 3 de março: Mumdžić adoece com uma forma altamente contagiosa de varíola.
- Entre 3 e 9 de março: Mumdžić é diagnosticado e transferido para hospitais em Čačak e, posteriormente, em Belgrado. Durante esse período, ele infecta diretamente 38 pessoas.
- 9 de março: Mumdžić é apresentado a estudantes de medicina no hospital de Belgrado como um caso de reação à penicilina.
- 10 de março: Mumdžić desenvolve hemorragia severa e morre.
- 22 de março: Médicos identificam corretamente a causa da morte de Mumdžić e o governo inicia medidas para conter a epidemia.
- Início de abril: Início da revacinação em massa e chegada de Donald Henderson.
- Final de maio: A epidemia é controlada, registrando 175 infecções e 35 mortes.